# Alpha Octantis

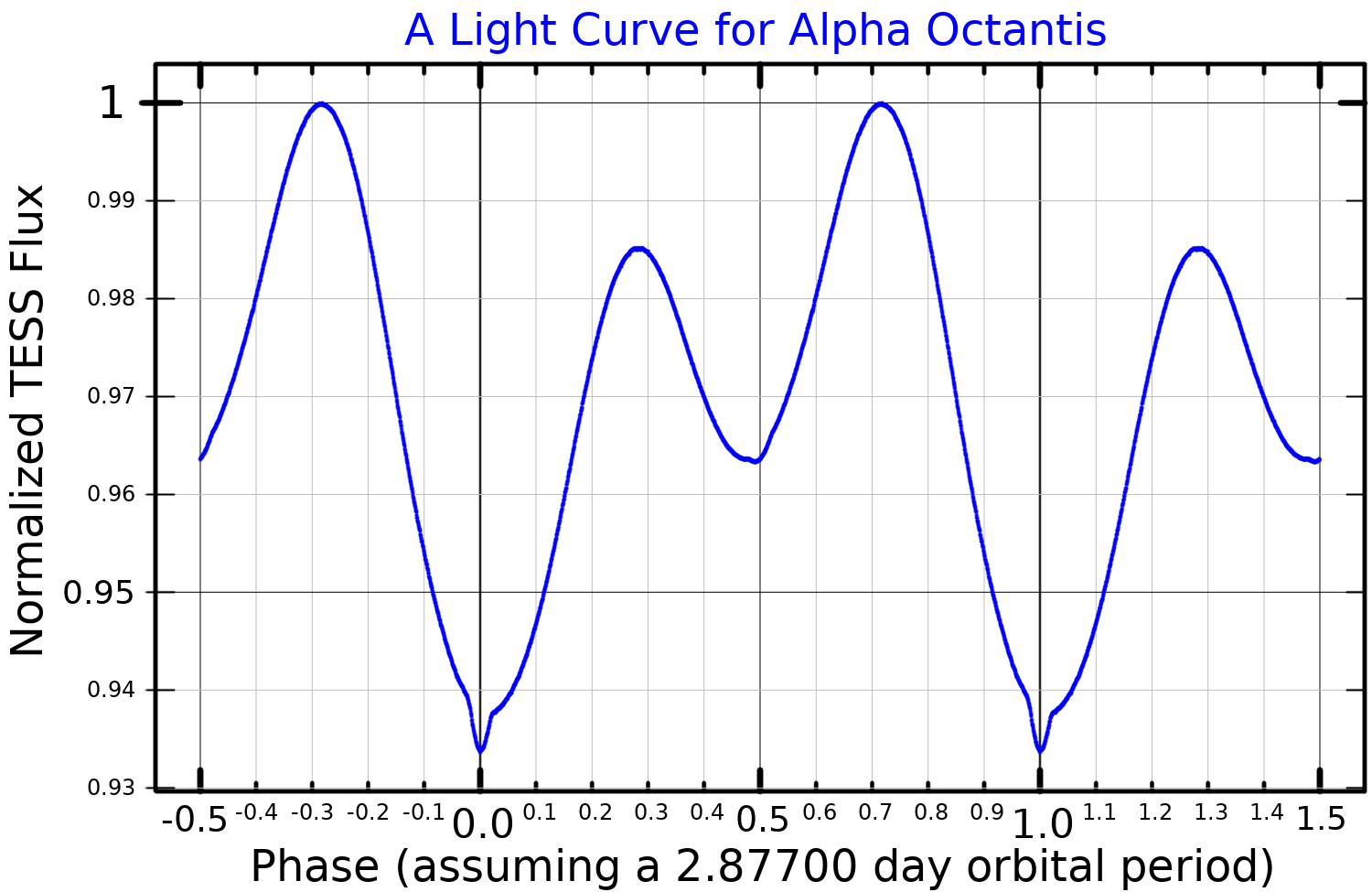
Lichtkromme van Alpha Octantis

Alpha Octantis is een  spectroscopische dubbelster in het sterrenbeeld Octant. het systeem bestaat uit twee reuzensterren van spectraalklasse F. 